# Turnul nebunilor
Turnul nebunilor (titlul original polonez: Narrenturm) este primul roman de fantezie istorică din Trilogia Husită scris de scriitorul polonez de fantezie Andrzej Sapkowski, publicat pentru prima dată în 2002 în poloneză și în engleză în 2020. Este urmat de Războinicii lui Dumnezeu (Boży bojonnyy, 2004) și Lux perpetua (2006). 
Acesta spune povestea lui Reinmar din Bielawa, numit și Reynevan von Bielau. Acțiunea are loc în Silezia în 1425, în vremea războaielor Husite.
Cadrul este în mare parte istoric, cu unele personaje istorice și descrieri ale unor locuri particulare. Elementele fantastice includ fapte magice ocazionale, artefacte și personaje non-umane. Cuvântul german Narrenturm înseamnă Turnul nebunilor, un turn în care, în Evul Mediu, erau izolați oamenii care sufereau de boli mintale rare.
Turnul nebunilor a fost tradus în cehă, slovacă, rusă, germană, ucraineană, română, bulgară, maghiară, franceză, spaniolă și portugheză braziliană. Drepturile de autor ale traducerii în limba engleză a trilogiei au fost achiziționate de Orbit în SUA și Gollancz în Marea Britanie, traducătorul fiind David French, traducătorul mai multor cărți ale lui Sapkowski din seria Vrăjitorul.

## Prezentare
Acțiunea începe când frații Stercz îl întâlnesc pe Reinmar în pat cu Adela von Stercz, soția lui Gelfrad von Stercz. În timpul evadării bruște a eroului, unul dintre frați moare într-un accident nefericit. De atunci, frații lui Gelfrad vor să se răzbune pe Reinmar și să angajeze bandiți pentru a-l captura. Reinmar decide să fugă la fratele său Peterlin, iar pe drum îl întâlnește pe cavalerul Zawisza cel Negru. Când Reinmar ajunge la Powojowice află că Peterlin a fost ucis. Bănuiala cade asupra bandiților trimiși de frații Stercz. Reynevan merge mai departe, căutând răzbunare asupra familiei Stercz și călătorește spre Ziębice, unde este ținută Adela, în speranța de a-și recâștiga iubita. Pe drum, este salvat de misterioasa Nikoletta, iar apoi îl întâlnește pe Szarlej, care îl însoțește pe drum. Ei întâlnesc o vrăjitoare care prezic viitorul lui Reinmar: se vor deschide porțile Iadului, apoi turnul va cădea... Narrenturm se va prăbuși în praf, bufonul va fi îngropat sub dărâmături.
Împreună cu Szarlej, se duce la mănăstire, unde fac exorcisme și îl întâlnesc pe uriașul Samson Miodek. Când cei trei ajung la turneul cavalerilor de la Ziębice, se dovedește că Adela nu mai are niciun sentiment pentru Reinmar și este rudă cu Prințul Jan Ziębice.